# Steen Rasmussen
 Der er flere personer med dette navn, se Steen Rasmussen (flertydig).
Steen Rasmussen (født 9. august 1949 i Rødovre) er en dansk skuespiller og instruktør – og den ene halvdel af Wikke & Rasmussen.
Før sit samarbejde med Michael Wikke var han forsanger i Hvalsøspillemændene. Ramussen er opvokset i Kirke Hyllinge.

## Filmografi

### Som skuespiller
| År         | Titel                     | Rolle                             | Noter        |
| Spillefilm | Spillefilm                | Spillefilm                        | Spillefilm   |
| ---------- | ------------------------- | --------------------------------- | ------------ |
| 1992       | Russian Pizza Blues       | Bjarne Bent                       |              |
| 1997       | Hannibal og Jerry         | Onkel Morfar                      |              |
| 1998       | Motello                   | Bendt Rosenkrans                  |              |
| 2001       | Flyvende farmor           | Leif                              |              |
| 2006       | Der var engang en dreng   | Chefkirurg                        |              |
| 2019       | Gooseboy                  | Jæger                             |              |
| Tv-serier  |                           |                                   |              |
| 1995       | Russian Pizza Blues       | B.B.                              |              |
| 1995       | Mellem venner             |                                   | afsnit 1     |
| 2012       | Julestjerner              | Fortæller / Diesel, trucker       | julekalender |
| Tegnefilm  |                           |                                   |              |
| 1996       | Balladen om Holger Danske | Dværge, vikinge, munke og krigere | stemme       |
| 2015       | Inderst inde              | Underbevidsthedsvagt Frank        | stemme       |

### Bag kameraet
| År         | Titel                           | Funktion                                          |
| Spillefilm | Spillefilm                      | Spillefilm                                        |
| ---------- | ------------------------------- | ------------------------------------------------- |
| 1992       | Russian Pizza Blues             | Producer, instruktion, manuskript                 |
| 1997       | Hannibal og Jerry               | Sangtekster, instruktion, manuskript              |
| 1998       | Motello                         | Instruktion, manuskript                           |
| 2001       | Flyvende farmor                 | Instruktion, manuskript, musik                    |
| 2006       | Der var engang en dreng         | Sangtekster, instruktion, manuskript, produktion  |
| 2019       | Gooseboy                        | Manuskript, instruktion                           |
| Tv-serier  |                                 |                                                   |
| 1989       | Johansens sidste ugudelige dage | Instruktion                                       |
| 1995       | Russian Pizza Blues             | Instruktion, klip, manuskript, sangtekster        |
| 2012       | Julestjerner                    | julekalender Sangtekster, manuskript, instruktion |